# Dolichopeza (Nesopeza) lugubrivestis
Dolichopeza (Nesopeza) lugubrivestis is een tweevleugelige uit de familie langpootmuggen (Tipulidae). De soort komt voor in het Oriëntaals gebied.